# Jamal (műhold)
A Jamal (oroszul: Ямал) orosz távközlési- és műsorszóróműhold-család, melyet a Gazprom Űrrendszerek üzemeltet. A Jamal–100 és Jamal–200-as sorozatot az RKK Enyergija gyártotta, a Jamal–300 és Jamal–400-as sorozatú műholdakat az ISZSZ és a Thales Alenia Space közösen készítette.